# Smederevska Palanka
Smederevska Palanka (en serbe cyrillique : Смедеревска Паланка) est une ville et une municipalité de Serbie situées dans le district de Podunavlje. Au recensement de 2011, la ville comptait 23 152 habitants et la municipalité dont elle est le centre 50 078 habitants.
En serbe, le nom de Smedereveska Palanka peut se traduire par « Le Plessis de Smederevo ».

## Géographie
Smederevska Palanka est située au nord-est de la région de la Šumadija, au confluent de la Jasenica (79 km) et Kubršnica (42 km). Elle est entourée par les monts Karula (297 m), Obešenjak (277 m) et Oskoruša (267 m). La rivière Jasenica donne son nom à la sous-région de Jasenica, dans laquelle se trouve la ville. Outre la Jasenica et la Kubršnica, la municipalité est traversée par le Mali Lug (21,1 km). La régulation des rivières et des ruisseaux a créé quatre lacs de retenue : les lacs Kudreč I et II situés sur le territoire de la ville, le lac de Pinosava (en serbe : Pinosavsko jezero) à  Kusadak et le lac de Vlaški Do (en serbe : Vlaškodolsko jezero) à Vlaški Do. La région compte de nombreuses sources thermales, dont celle de Kiseljak qui, déjà connue du temps des Romains, est exploitée depuis 1719.

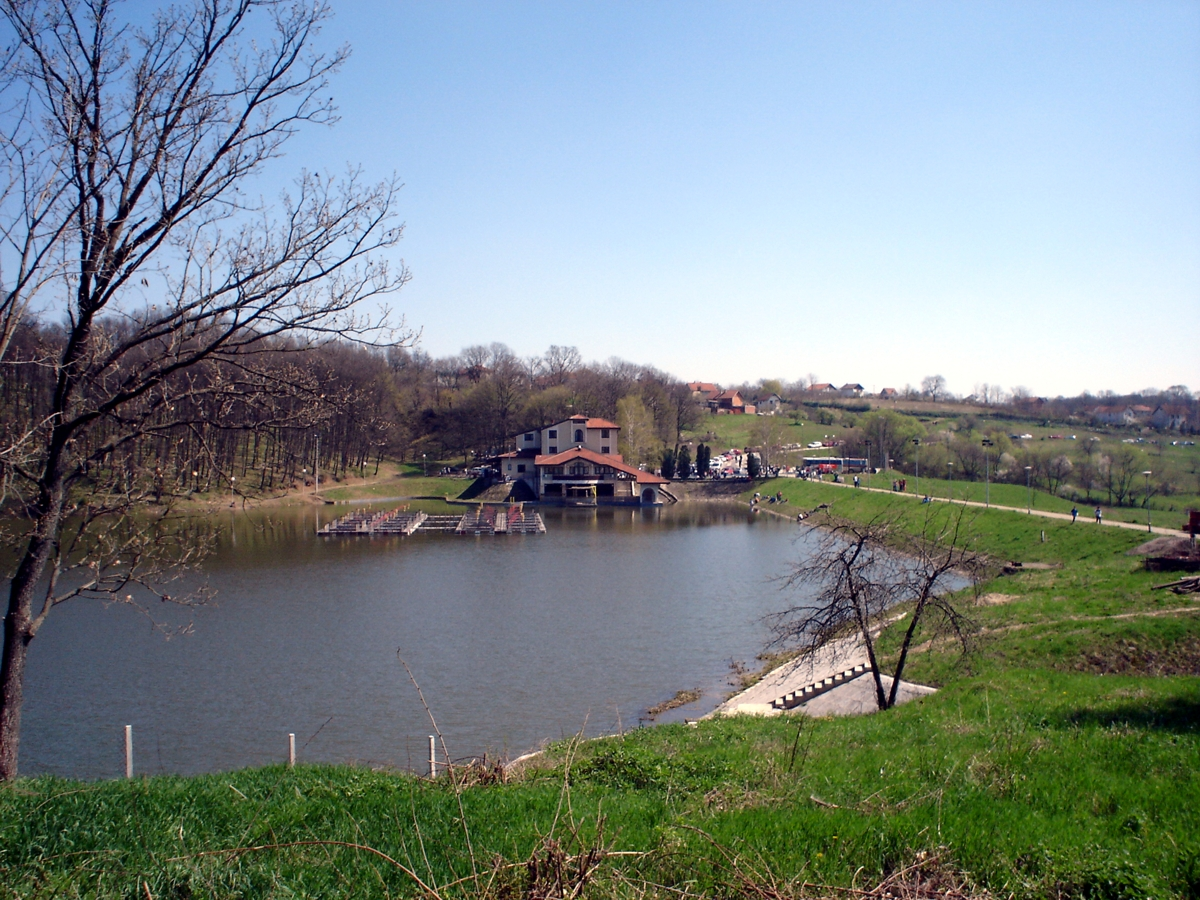
Le lac Kudreč

La municipalité de Smederevska Palanka est entourée par celles de Velika Plana à l'est, de Smederevo au nord, de Topola au sud-ouest, de Mladenovac, dans la ville de Belgrade, à l'ouest et celle de Rača au sud.

## Climat
La station météorologique de Smederevska Palanka, située à 121 m d'altitude, enregistre des données depuis 1901 (coordonnées 44° 22′ N, 20° 57′ E). La ville bénéficie d'un climat continental modéré.
La température maximale jamais enregistrée à la station a été de 44,9 °C le 24 juillet 2007 et la température la plus basse a été de −32,6 °C le 7 janvier 1947. Le record de précipitations enregistré en une journée a été de 129,3 mm le 31 juillet 1971. La couverture neigeuse la plus importante a été de 59 cm le 24 février 1954. La région connaît en moyenne 44,7 jours de brouillard et 31,9 jours d'enneigement par an.
Pour la période de 1961 à 1990, les moyennes de température et de précipitations s'établissaient de la manière suivante :
| Mois                                       | Janv | Fév  | Mars | Avr  | Mai  | Juin | Juil | Août | Sept | Oct  | Nov  | Déc  | Année |
| ------------------------------------------ | ---- | ---- | ---- | ---- | ---- | ---- | ---- | ---- | ---- | ---- | ---- | ---- | ----- |
| Températures maximales moyennes (°C)       | 3,4  | 6,4  | 11,7 | 17,4 | 22,2 | 25,2 | 27,2 | 27,2 | 23,8 | 18,0 | 11,0 | 5,1  | 16,6  |
| Températures moyennes (°C)                 | -0,4 | 2,0  | 6,3  | 11,5 | 16,3 | 19,3 | 20,9 | 20,4 | 16,7 | 11,2 | 6,2  | 1,6  | 11,0  |
| Températures minimales moyennes (°C)       | -3,9 | -1,8 | 1,4  | 5,5  | 10,2 | 13,1 | 14,2 | 13,6 | 10,5 | 5,8  | 2,2  | -1,8 | 5,8   |
| Moyennes mensuelles de précipitations (mm) | 44,4 | 39,9 | 46,9 | 50,0 | 69,9 | 91,0 | 58,9 | 46,6 | 47,5 | 39,8 | 52,5 | 48,8 | 636,2 |

## Histoire
De nombreux vestiges ont été mis au jour sur le territoire de l'actuelle municipalité de Smederevska Palanka, attestant de l'occupation de la région dès la Préhistoire. À Zmajevac, près de Cerovac, et à Medvednjak, près de Grčac, ont été trouvés des objets caractéristiques de la culture de Starčevo (5 000-4 500 av. J.C.), des outils, des armes et des figurines anthropomorphes et zoomorphes. Ces objets sont aujourd'hui conservés au Musée national de Smederevska Palanka. Toujours à Majdan, ainsi qu'à Staro Selo près de Selevac, ont été retrouvés des objets appartenant à la culture de Vinča, dont des figurines anthropomorphes plus abouties que celles produites par la culture de Starčevo. Plus tard, la région fut habitée par les Illyriens, les Thraces puis les Romains. De nombreuses pièces de monnaie d'époque romaine constituent le fonds de numismatique du Musée de la ville.
Une première localité du nom de Bela Crkva, l'« église blanche », est mentionnée à l'emplacement de la ville actuelle en 1020, dans une charte de l'empereur Vasilije II règlement d'archevêché d'Ohrid. Ce nom fut employé jusqu'à la fin du XVIe siècle, où il fut remplacé par celui de Palanka, puis Velika Palanka et à l'époque ottomane Hasan-pašina Palanka. Son nom actuel de Smederevska Palanka lui a été donné après la Seconde Guerre mondiale. Au début du XVe siècle, près de l'actuel village de Pridvorice, se trouvait une résidence d'été du despote serbe Đurađ Branković. Son oncle, Stefan Lazarević, fonda le monastère de Koporin en 1402 près de Palanka. Après la prise de Smederevo en 1459 et après la chute du despotat de Serbie, Smederevska Palanka, comme le reste du pays, passa sous la domination de l'Empire ottoman.
Le 21 juin 1532, le sultan Soliman le Magnifique s'arrêta à Ak-Kilise (appellation turque de Bela Crkva), alors qu'il était en route pour affronter l'empereur Charles Quint. La période ottomane fut marquée par un affrontement permanent avec l'Autriche et, au traité de Passarowitz signé le 21 juillet 1718, les Turcs durent céder le nord de la Serbie aux Habsbourg. Smederevska Palanka resta autrichienne de 1718 à 1737 avant de redevenir ottomane. La ville fut libérée des Turcs par Karađorđe lors du premier soulèvement serbe contre les Ottomans (1804-1813). Elle obtint le statut de ville en 1856.

## Localités de la municipalité de Smederevska Palanka

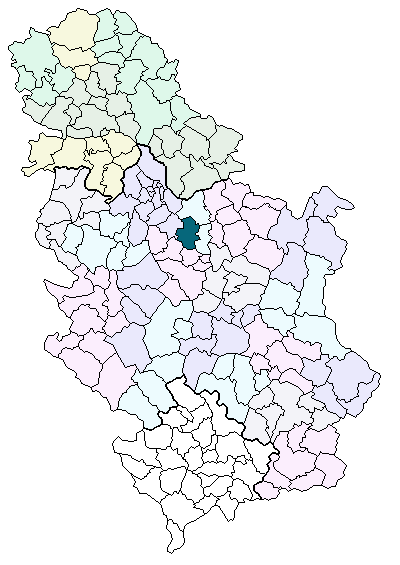
Localisation de la municipalité de Smederevska Palanka en Serbie

La municipalité de Smederevska Palanka compte 18 localités :
| - Azanja - Baničina - Bačinac - Bašin - Vlaški Do - Vodice - Glibovac - Golobok - Grčac | - Kusadak - Mala Plana - Mramorac - Pridvorice - Ratari - Selevac - Smederevska Palanka - Stojačak - Cerovac |

Smederevska Palanka est officiellement classée parmi les « localités urbaines » (en serbe : градско насеље et gradsko naselje) ; toutes les autres localités sont considérées comme des « villages » (село/selo).

## Démographie

### Évolution historique de la population dans la ville
| 1948  | 1953  | 1961   | 1971   | 1981   | 1991   | 2002   | 2011   |
| ----- | ----- | ------ | ------ | ------ | ------ | ------ | ------ |
| 7 413 | 9 427 | 13 014 | 18 687 | 23 635 | 25 146 | 25 300 | 23 152 |

## Politique
À la suite des élections locales serbes de 2008, les 51 sièges de l'assemblée municipale de Smederevska Palanka se répartissaient de la manière suivante :
| Parti                                          | Sièges |
| ---------------------------------------------- | ------ |
| Pour une Serbie européenne                     | 14     |
| Parti socialiste de Serbie et alliés           | 11     |
| Parti radical serbe                            | 10     |
| Parti démocratique de Serbie - Nouvelle Serbie | 5      |
| Liste « Ensemble pour Palanka »                | 5      |
| Liste « Otvoreni krug- OK »                    | 3      |
| Liste « Cokić président »                      | 3      |

Nenad Milojičić, membre du Parti démocratique du président Boris Tadić, a été élu président (maire) de la municipalité de Smederevska Palanka, succédant ainsi à Radoslav Cokić, membre du Mouvement serbe du renouveau.

## Culture

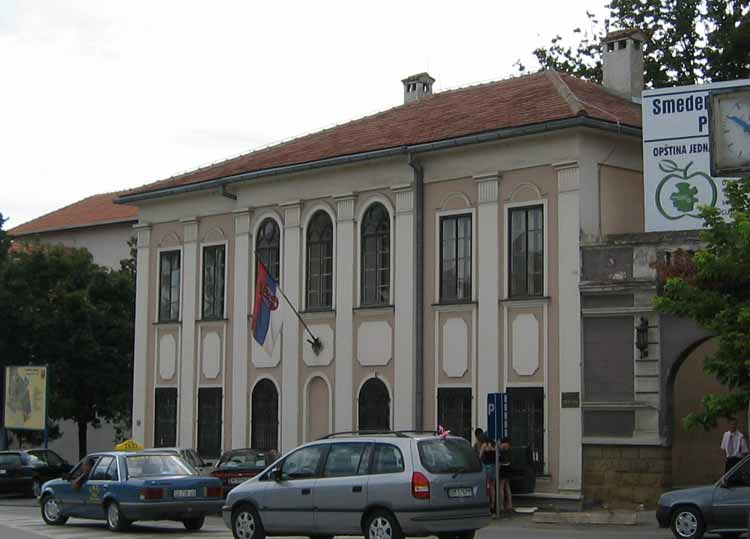
Le Musée national de Smederevska Palanka

Parmi les institutions culturelles les plus importantes de Smederevska Palanka, on peut citer le Musée national, qui a été créé en 1966 ; il possède une section d'archéologie, où figurent les trouvailles effectuées sur le territoire de la municipalité, une section d'histoire, une section d'ethnologie (avec des céramiques, des tissus, des objets en bois ou en métal), une section d'histoire de l'art, proposant des œuvres d'artistes serbes des XIXe et XXe siècles, ainsi qu'une galerie d'art contemporain. Le Théâtre municipal (Gradsko pozorište) a ouvert ses portes en 1905 ; outre les représentations destinées aux adultes, il propose également des spectacles pour les enfants et les adolescents. La Bibliothèque nationale de Smederevska Palanka remonte à 1869 ; en 1968, elle a été installée dans son site actuel, les bâtiments d'un ancien bureau de poste construit en 1884 ; elle possède environ 52 000 livres et dispose d'annexes dans certains villages de la municipalité. Les Archives historique Veroslava Veljašević, créées en 1968, sont devenues municipales en 1996 ; elles disposent de 60 fonds et de huit collections, soit un total de 820 mètres de documents d'archives ; le fonds le plus ancien est constitué par une collection de 262 registres paroissiaux provenant de 19 églises  de la région, mais les Archives historiques possèdent aussi des livres sur l'histoire nationale et locale, des encyclopédies et des collections de journaux et demagazines.
De nombreuses associations culturelles ont pour siège Smederevska Palanka, comme l'Association des créateurs d'art Vukan, le Chœur sacré Saint-Siméon Bogoprimac ou les Réunions philosophiques.
Parmi les manifestations culturelles les plus importantes de la ville et de région figure le Festival des nouvelles formes théâtrales (Festival novih teatarskih formi), ouvert aux scènes expérimentales et alternatives.

## Éducation
Smederevska Palanka possède quatre écoles élémentaires (Vuk Karadžić, Radmila Šišković, Ivan Muker et Olga Milošević), ainsi que sept autres réparties dans les villages. On y trouve trois établissements d'études secondaires : le Lycée de Palanka, l'école technique Goša et l'école de chimie et de médecine Žikica Damjanović. Le Lycée de Palanka (Palanačka Gimnazija) a été créé en 1919 et, au cours de l'année scolaire 2008-2009, il a accueilli 576 élèves encadrés par 47 professeurs.

## Tourisme

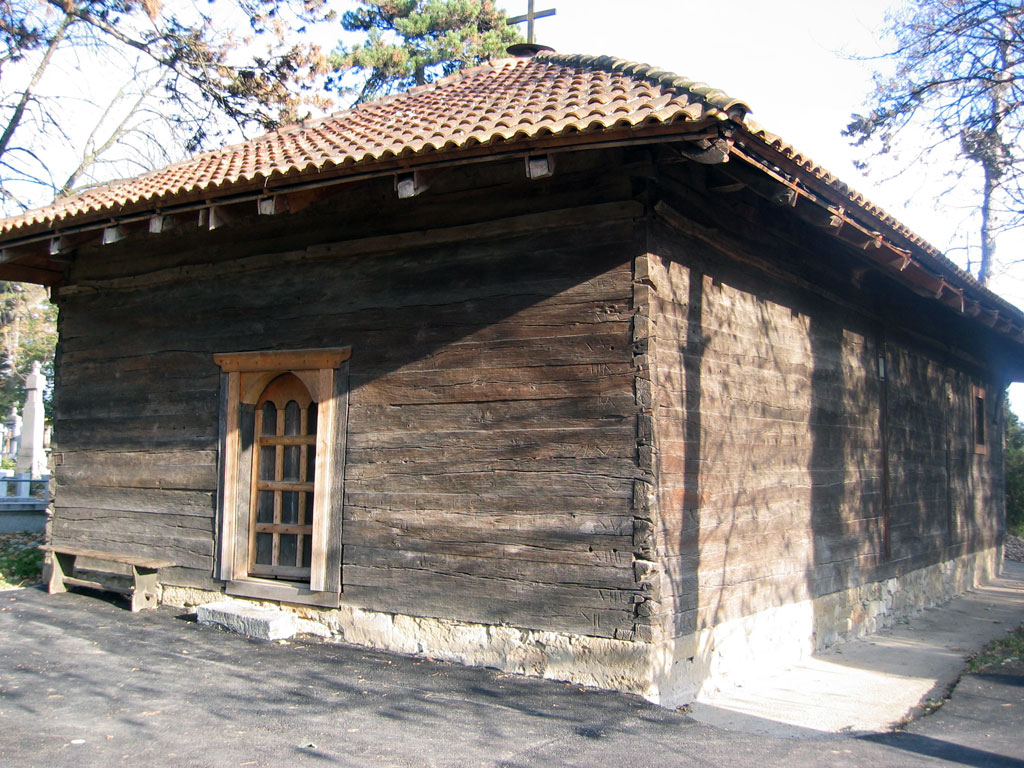
L'église Saint-Élie

La municipalité de Smederevska Palanka est riche en sites archéologiques remontant à la Préhistoire. La ville, quant à elle, possède trois églises orthodoxes serbes, dont la plus ancienne, dédiée à saint Élie, est une construction en bois datant de 1828. La cathédrale de la ville a été construite en 1902 et l'église de la Sainte-Parascève en 1997.

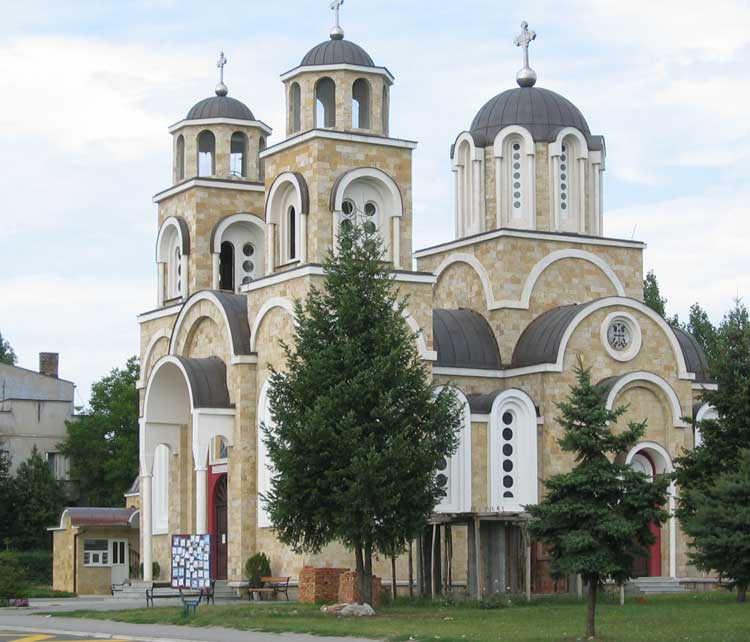
L'église de la Sainte-Parascève

Près de la ville se trouve le monastère de Koporin, construit en 1402 par le prince Stefan Lazarević.

## Médias
Smederevska Palanka possède deux chaînes de radio-télévision : RTV Dević et RTV Jasenica.

## Économie
L'agriculture emploie 42,15 % de la population totale de la municipalité de Smederevska Palanka et occupe 88,70 % du terroire municipal. La région est grande productrice de fruits.
Smederevska Palanka est le siège de la société Goša FOM, qui travaille dans le secteur de la construction et de l'industrie manufacturière ; elle produit des équipements pour les centrales hydroélectriques, pour l'industrie minière,, pour la métallurgie ; Goša FOM est également engagée dans la production de systèmes d'engrenages et dans l'élaboration de structures en acier, notamment les ponts, les hangars, les antennes de télévision, les installations industrielles ou sportives etc. Cette entreprise entre dans la composition du BELEXline, l'un des trois indices de la Bourse de Belgrade.

## Transports

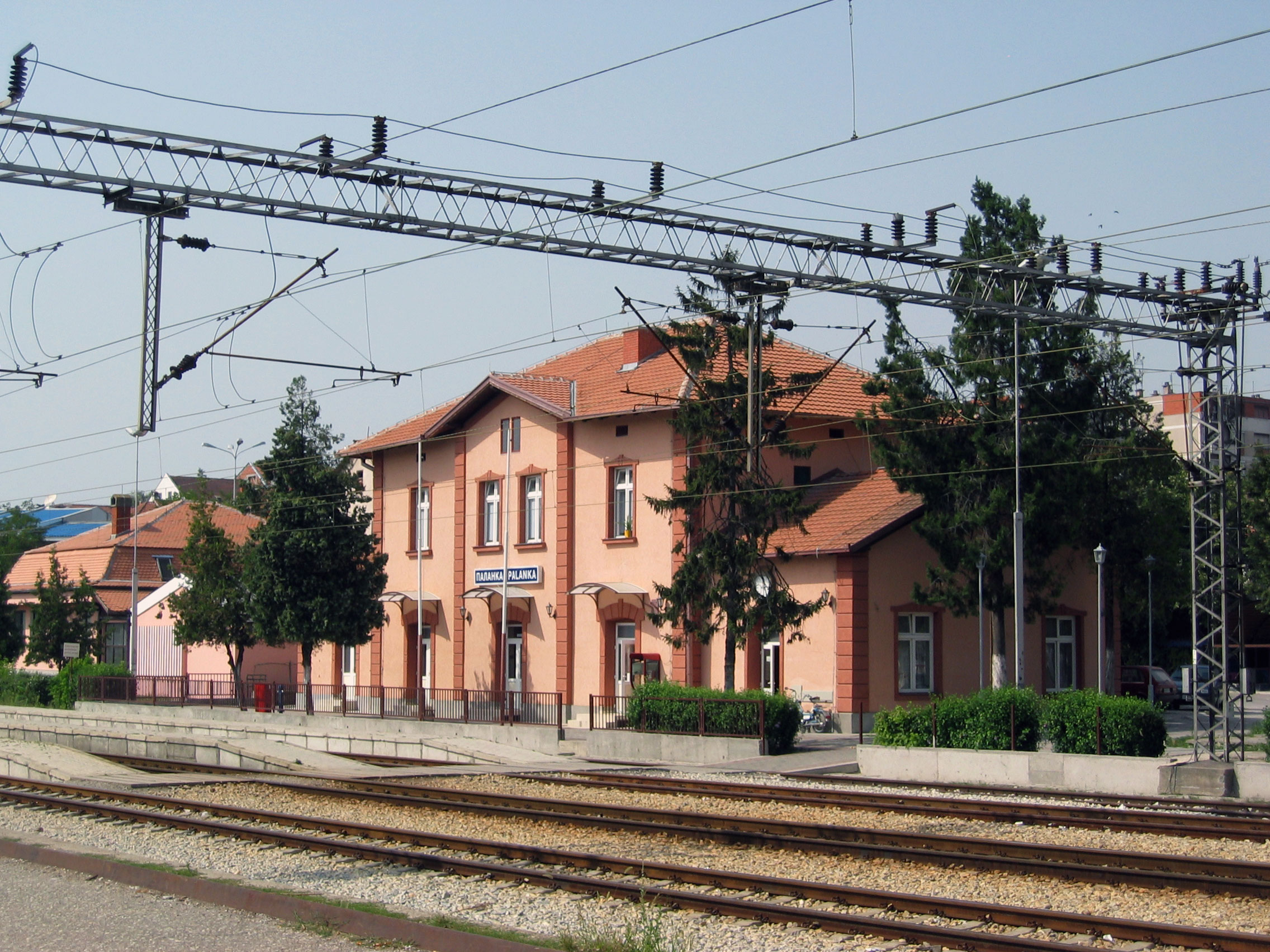
La gare de Smederevska Palanka

Smederevska Palanka est situé au carrefour de deux routes régionales. Au nord, elle est reliée à Mihajlovac et Vrbovac et, au-delà, à Smederevo ; au sud, la route rejoint Natalinci. En direction de l'ouest, une seconde route relie la ville à Mladenovac et, au-delà, à Belgrade ; vers l'est, la même route rejoint Velika Plana après 12 km de parcours ; à cette hauteur, la route se connecte sur la route européenne E75, c'est-à-dire l'autoroute Belgrade-Niš. Smedereska Palanka est également située sur la voie de chemin de fer Belgrade-Niš.

## Personnalités
- Stanoje Glavaš, un des héros de la première révolte serbe contre les Turcs y est né.
- Živko Pavlović (1871-1938), général, académicien, est né dans le village de Bašin.
- Miloje Popović Đak
- Vujica Vulićević
- Milutin Obradović, mathématicien
- Miroslav Nikolić, entraîneur de basket-ball
- Perica Ognjenović, footballeur
- Polenek Igor, entraîneur de basket-ball
- Radmila Milentijević
- Pera Todorović, journaliste
- Nenad Ristić, journaliste à la Radio télévision de Serbie

## Coopération internationale
- Škofja Loka (Slovénie)[27]